# التخرج 97 (فلم)
التخرج 97 (بالأوكرانية: Випуск ’97) هو فيلم قصير تراجيدي كوميدي أوكراني من إخراج بافيل أوستريكوف. عُرض العرض الأول في العالم لهذا الفيلم السينمائي في 21 تموز/يوليو 2017، في مهرجان أوديسا السينمائي الدولي، حيث حصل على جائزة أفضل فيلمٍ قصير أوكراني.

## الاصدار
كان العرض الأول لفيلم التخرج 97 في العالم في 21 حزيران/يونيو 2017، في مهرجان أوديسا السينمائي الدولي، حيث حصل على جائزة أفضل فيلم قصير أوكراني. في الثالث من أغسطس من نفس العام، عُرضَ العمل في مهرجان لوكارنو تحت الاسم الإنجليزي «Graduation 97»، حيث فازَ أيضًا بجائزة لجنة تحكيم الشباب لأفضل فيلم دولي قصير.

## روابط خارجية
- Выпуск ’97  في قاعدة بيانات الأفلام على الإنترنت (بالإنجليزية)